# Къща на терора
„Къщата на терора“ е музей в Будапеща, Унгария, разположен на булевард „Андраши“ № 60.
Съдържа експонати, свързани с фашисткия и комунистическия диктаторски режими през 20 век в Унгария и също е мемориал на жертвите на тези режими, включително и онези, които са били задържани, разпитвани, измъчвани или убити вътре в самата сграда.
Музеят отваря врати на 24 февруари 2002 г.
„Къщата на терора“ е организация член на Платформата за европейска памет и съвест.